# Henry Constable
Henry Constable (1562 - 1613) was een Engels dichter van met name sonnetten, een versvorm die aan het eind van de 16e eeuw grote populariteit genoot.
Constable studeerde in Cambridge. Na zijn overgang tot het rooms-katholicisme verhuisde hij naar Parijs. In 1599 ging hij als pauselijk legaat naar Schotland; hij kreeg later een pensioen van Hendrik IV van Frankrijk. In 1603 keerde hij terug naar Engeland, werd korte tijd opgesloten in de Tower en verliet Engeland voorgoed na zijn vrijlating in 1604. Hij overleed in Luik.
In 1592 publiceerde hij zijn sonnettenbundel Diana, met 23 sonnetten. In 1594 verscheen een nieuwe editie met aanvullingen door Constable zelf en werk van anderen.